# Isidoro de la Cierva y Peñafiel
Isidoro de la Cierva i Peñafiel (Múrcia, 16 d'octubre de 1870 - Madrid, 16 d'abril de 1939) fou un advocat, notari i polític espanyol. Oncle de Juan de la Cierva y Codorníu, inventor de l'autogir.

## Trajectòria
Malgrat la seva reiterada oposició a entrar de ple al món de la política, el seu germà Juan, polític molt destacat del seu temps, el va encoratjar perquè optés per aquest camí, sent a la província de Múrcia un dels principals valedors perquè la formació conservadora del seu germà -els ciervistes- sortissin escollits una vegada i una altra, distingint-se com un hàbil negociador en unes eleccions que eren manipulades de forma quotidiana. Isidoro de la Cierva es va distingir, no obstant això, per una labor de compromís permanent amb les necessitats murcianes, ja fos en matèria d'educació, obres públiques o transports. Va ser, per exemple, un dels principals impulsors de l'arribada de la Universitat a Múrcia en 1915. Fou elegit diputat pel districte de Múrcia a les eleccions generals espanyoles de 1907 i 1914. També fou senador per la província de Múrcia en 1910 i 1911 i Senador vitalici en 1915, 1916, 1917, 1918, 1919-1920, 1921-1922, 1922 i 1923. També fou Ministre d'Instrucció Pública i Belles arts del 4 desembre de 1922 al 7 desembre 1922.
Va ocupar el càrrec cap provincial del Partit Conservador. Va destacar com a persona culta i amant de les arts. Va formar part dels patronats del Museu Provincial de Belles arts i del Conservatori de Música i, sensible als interessos de la seva terra, va promoure el moviment juvenil d'Exploradors d'Espanya a Múrcia. També va ser patrocinador del Sanatori Antituberculós de Sierra Espuña. Per tot això va ser molt apreciat pels seus conciutadans, que li van sobrenomenar amb l'apel·latiu de “Cierva el Bo”